# Modern Combat 5: Blackout
Modern Combat 5: Blackout este un joc video single-player/multiplayer de acțiune creat de Gameloft și lansat inițial pe data de 24 iulie 2014. Este al cincilea joc din seria Modern Combat⁠(d) și primul dezvoltat de studioul Gameloft București. Jocul este disponibil pe platformele Android, iOS, Windows 10,Windows 7, Windows Phone 8, BlackBerry 10⁠(d), Windows 8.1, fiind lansat concomitent pe toate platformele mobile la data de 24 iulie 2014. Este unul din primele jocuri pentru smartphone-uri pentru care s-au organizat competiții de tip eSports, printr-un parteneriat cu ESL Play. Până în martie 2015 jocul a fost cu plată, adoptând în loc modelul freemium (plată pentru obținerea de arme mai bune, energie, etc.). A făcut parte din topul „App Store's Best of 2014” în 28 de țări. Jucătorul preia controlul lui Phoenix, care este implicat într-o companie militară privată.

## Recenzii
Jocul a primit recenzii pozitive din partea criticilor. Versiunea de iOS are o medie a scorurilor de 79 din 100 pe Metacritic, realizată pe baza a 17 recenzii, și 81.10% pe GameRankings, bazat pe nouă recenzii. Criticii au apreciat grafica, sunetul și exploziile realistice ale grenadelor, însă au criticat jocul pentru sacadări datorate optimizării proaste și ritmul lent al jocului. Jason Parker de la CNET i-a acordat jocului nota 8.1 (patru stele), numindu-l „cel mai bun shooter pentru telefoane mobile, dar nu fără defecte”, apreciind grafica, povestea și modul online de multiplayer. Ca părți negative a amintit faptul că nu poate fi jucat offline, armele prea puternice din multiplayer pot face meciurile prea dezechilibrate, iar controlul personajului pentru touchscreen nu este la fel de bun ca cel de pe console sau calculatoare.

## Legături externe
- Pagină oficială